# Jennie Waara
Jennie Waara, född 10 januari 1975 i Gällivare, är en svensk snowboardåkare. Waara tävlade i halfpipe vid vinter-OS 1998. 